# نیوپورت (تنسی)
نیوپورت(به انگلیسی: Newport) شهری در ایالت تنسی کشور ایالات متحده آمریکا است که جمعیت آن در سرشماری سال ۲۰۱۰ میلادی، ۶٬۹۴۵ نفر بوده‌است.